# Kirey
Kirey, właśc. Nurzairina (ur. 16 października 1976 w Selong) – indonezyjska piosenkarka.
Swoją młodość spędziła w mieście Selong, gdzie zaczęła odnosić sukcesy w konkursach wokalnych. W 1993 r. zajęła drugie miejsce w lokalnym konkursie Bahana Suara Pelajar.
Okres jej największej popularności przypadł na koniec lat 90. XX wieku. W 1997 r. wydała swój pierwszy album muzyczny. W trakcie swojej kariery zdołała wylansować przeboje „Terlalu” i „Bagai Air di Daun Talas”.
Zagrała także w kilku serialach telewizyjnych.

## Dyskografia
Albumy studyjne
- 1997: Terlalu
- 1998: Rindang Tak Berbuah
- 1999: Bagai Air di Daun Talas
- 2000: Kerinduan